# Anfibia
Revista Anfibia, o simplemente Anfibia, es una revista digital argentina de crónicas y relatos de no-ficción impulsada por la Universidad Nacional de General San Martín, en el Gran Buenos Aires. Nació el 14 de mayo de 2012 como acción del proyecto Lectura Mundi de la universidad, con el apoyo de la Fundación Gabo, llamada también Fundación Gabriel García Márquez para el Nuevo Periodismo Iberoamericano. El nombre nace a partir de la voluntad de la revista de unir la producción académica y la narrativa periodística. En la publicación colaboran autores como Julio Villanueva Chang, Martín Caparrós, Leila Guerriero y Juan Pablo Meneses.

## Historia
Anfibia parte de precedentes de periodismo narrativo en América Latina como Gatopardo, Etiqueta Negra y El Malpensante. Aunque inicialmente sus impulsores se plantearan publicarla en papel, su inviabilidad los hizo apostar por el nuevo modelo digital. En septiembre de 2012 recibía una media de 35.000 visitas mensuales.
En 20 de diciembre de 2024 lanza la Comunidad Anfibia.